# Сумська діброва (заповідне урочище)
Сумська діброва — заповідне урочище в Україні, об'єкт природно-заповідного фонду Сумської області.
Розташований на південний захід від міста Тростянець на землях Зарічненської сільської ради Тростянецького району, у лісовому фонді ДП «Тростянецьке лісове господарство»: (Нескучанське лісництво, кв. 38 діл. 3-4, кв. 39 діл. 1, 4-5, 7-11).
Площа урочища 22,3 га, статус — з 28.07.1970 року. 
Статус надано для охорони кленово-липово-ясеново-дубового лісу природного походження, віком 130-150 років. Входить до складу території Національного природного парку «Гетьманський».